# Spirama plicata
Spirama plicata là một loài bướm đêm trong họ Erebidae.